# Mator
Cet article concerne la langue matore. Pour le peuple mator, voir Mators.
Le mator (ou mator-taigi-karagas) est une langue samoyède de la famille des langues ouraliennes. La langue était parlée au Sud de Krasnoïarsk, dans le kraï actuel du même nom, ainsi que dans le Nord du Touva et dans l'Est de l'oblast d'Irkoutsk.
La langue s'est éteinte au XIXe siècle, remplacée par le khakasse ou le russe.

## Dialectes
La langue était parlée par trois populations samoyèdes : les mator, les Taïgis et les karagas.

## Sources
- (ru) E.A. Xeмлинский,  2000, Очерк истории caмодийскиx народов, in Компаративистика, уралистика, p. 26-40, Moscou, Iazyki Russkoï Kul'tury  (ISBN 5-7859-0157-9)